# Tonight, at the Movies
Pour plus de détails, voir Fiche technique et Distribution.
Tonight, at the Movies (今夜、ロマンス劇場で, Kon'ya, romansu gekijō de, « Ce soir, au théâtre de l'amour ») est un film japonais réalisé par Hideki Takeuchi (ja) d'après un scénario original de Keisuke Uyama (ja), sorti en 2018.
Il est premier du box-office japonais lors de son premier week-end.

## Synopsis
Kenji (Kentarō Sakaguchi (en)), projectionniste et jeune réalisateur en herbe, tombe amoureux de la princesse Miyuki (Haruka Ayase), une héroïne d'un film en noir et blanc, qui sort de l'écran pour prendre vie.

## Fiche technique
- Titre : Tonight, at the Movies
- Titre original : 今夜、ロマンス劇場で (Kon'ya, romansu gekijō de?)
- Réalisateur : Hideki Takeuchi (ja)
- Scénario : Keisuke Uyama (ja)
- Photographie : Hideo Yamamoto (ja)
- Musique : Norihito Sumitomo (ja)
- Décors : Mitsuo Harada (ja) et Yutaka Motegi
- Montage : Hiroshi Matsuo
- Pays de production :  Japon
- Langue originale : japonais
- Format : couleur - 1,85:1
- Genre : romantic fantasy
- Durée : 108 minutes
- Date de sortie :
  - Japon : 10 février 2018[1]

## Distribution

### Principale
- Haruka Ayase : Miyuki
- Kentarō Sakaguchi (en) : Kenji

### Secondaire
- Tsubasa Honda : Toko Naruse
- Kazuki Kitamura : Ryunosuke Shundo
- Akiyoshi Nakao (en) : Shintaro Yamanaka
- Anna Ishibashi
- Akira Emoto : Tadashi Honda
- Gō Katō

## Réception
Le film sort sur 298 écrans et se classe à la première place du box-office japonais avec 193 000 entrées.